# Frank Berendt
Frank Berendt (* 1964 in Leipzig) ist ein zeitgenössischer deutscher Maler und Videokünstler. Er gilt als Vertreter der Neuen Leipziger Schule.

## Leben
Er studierte von 1988 bis 1993 Malerei und Grafik an der Hochschule für Grafik und Buchkunst Leipzig (HGB) bei Arno Rink. Er erhielt 1993 das Diplom mit Auszeichnung. Von 1993 bis 1995 war er in Leipzig  Meisterschüler für Videokunst bei Ralf Urban Bühler. 1994/1995 erhielt er ein Graduiertenstipendium des Landes Sachsen. Von 1988 bis 1995 war Berendt Mitglied der Performergruppe The Oval Language (Sounds, Installationen, Performances und Environments). Er ist ordinierter Zen-Mönch (Soto) unter Ludger Tenryu Tenbreul. Er ist zudem Kampfkunstlehrer und Inhaber des 5. Dan Shotokan Karate. Frank Berendt lebt und arbeitet als freischaffender Künstler in Leipzig.
Seine Werke sind in der Sammlung Deutsche Bank, den Sächsischen Kunstsammlungen Dresden, Kunstsammlung der Sparkasse Leipzig, der VNG (Verbundnetz Gas) – Art Sammlung, sowie der Gemäldesammlung des Angermuseums Erfurt vertreten.

## Einzelausstellungen
- 1993: Afternoon, Dogenhaus Galerie, Leipzig (weitere Ausstellungen dort bis 2007)
- 2003; Resonanz, Galerie Schloss Burgk, Burgk
- 2005: Bild im Dojo, Baumwollspinnerei Leipzig
- 2010: Blick auf Wasser, Refugeprojectroom, Leipzig
- 2012: Nachtsammlung, Potemka Galerie Leipzig[2]
- 2013: Stehende Strömung, Angermuseum, Erfurt[3]
- 2014: Sphäre, Kunstverein Panitzsch[4]
- 2017/18: Nachbild, Archiv Massiv, Baumwollspinnerei Leipzig

## Gruppenausstellungen
- 1999 Deutsche Bank „Landschaften eines Jahrhunderts“
- 2001 Städtische Galerie Rastatt, „1 zu 1“
- 2002  Kunsthalle Sparkasse Leipzig „Zweidimensionale“
- 2006  K:L:F: Space Project „Strictly Painting“, New York
- 2015  Kunstsalon 2015 „Zwischentöne“, Ägyptisches Museum München
- 2019: ZAK Galerie „Meisterstück / Hauptwerke aus der Kunstsammlung der Sparkasse Leipzig“, Zitadelle Spandau